# Shibatora
Shibatora (シバトラ?, Shibatora) è un dorama stagionale estivo in 11 puntate + special prodotto da Fuji TV e mandato in onda nel 2008, con Teppei Koike che interpreta il ruolo del protagonista maschile. La serie è basata sul manga omonimo creato da Yuma Ando.
La storia vede come protagonista Taketora, un giovane poliziotto entusiasta con la faccia da bambino. Egli sembra esser talmente vulnerabile ed indifeso che i bulli lo tormentano costantemente per strada, scambiandolo per un alunno delle medie. Ma egli si rivela esser in realtà un ottimo detective, assunto al reparto dei "crimini giovanili" della polizia per risolvere i casi considerati impossibili; è inoltre un eccellente spadaccino esperto di kendō.
Il nostro eroe ha infine anche la soprannaturale capacità di percepir quali persone stiano rischiando in quel momento la vita, vede difatti le mani della morte che aggrediscono la persona che si vien a trovare via via in grave pericolo.

## Trama
Taketora è in apparenza soltanto un tranquillo e molto ordinario poliziotto di quartiere. Dopo molte richieste andate a vuoto, è riuscito però finalmente a farsi assegnare alla squadra investigazioni della centrale cittadina: questa è 'dominata' con pugno di ferro dalla spregiudicata detective Sakura, la quale non esita un attimo nel farlo andar ripetutamente in missione sotto copertura - pur essendo ciò considerato illegale - ed infiltrarsi così prima in un liceo mimetizzato da studente delle superiori, poi in un maid café e tra un gruppo di spacciatori e sfruttatori di prostitute, infine addirittura all'interno d'un carcere minorile in compagnia di criminali adolescenti condannati per i delitti più vari.
Il gruppetto di amici costituisce presto in suo onore il 'team Shibatora' per cercar di dargli manforte e tirarlo fuori dai guai durante le difficoltose indagini in cui si viene a trovar invischiato e alle quali indaga; cercano così tutti assieme di risolvere vari crimini rimasti da troppo tempo insoluti, sempre riguardanti ragazzi giovani, uno più complicato dell'altro. Collaborazione questa che si rivelerà spesso fondamentale.
Taketora dimostra una fiducia nei confronti del prossimo che rasenta l'ingenua follia; ciò grazie all'esempio datogli dal padre, poliziotto anch'egli e ucciso davanti ai suoi occhi dal giovane delinquente Takeo Ochiai, lo stesso che ha assassinato la fidanzata di Kojiro nonché sorella di Sakura. Taketora riuscirà alfine a giungere alla soluzione dei molti crimini che si stanno verificando, riuscendo nel contempo a mantener il cuore puro e aperto al prossimo.

## Protagonisti
- Taketora Shibata, interpretato da Teppei Koike:
- Mizuki Hosho, interpretata da Suzuka Ōgo:

dopo esser stata salvata da Taketora da un giro di prostituzione in cui s'era invischiata a seguito dei maltrattamenti subiti dal padre, entra a far parte del team Shibatora.
- Kojiro Fujiki, interpretato da Naohito Fujiki:

si tratta di un ex capobanda di strada. Dopo aver perduto la fidanzata in uno scontro a fuoco ha abbandonato la via del crimine ed ha aperto un negozietto dell'usato.
- Shinsuke Hakuto, interpretato da Muga Tsukaji:

un genio dell'hackeraggio. Grosso e goloso viene tormentato da Kojiro col nomignolo di 'buta-maiale'; è il primo ad aver l'idea di fondare il team Shibatora.
- Sakura Chiba, interpretata da Miki Maya:

superiore di Taketora al dipartimento di polizia, dove inizia subito a sfruttarlo assegnandogli missioni pericolosissime sotto copertura. La fidanzata di Kojiro era sua sorella minore.
- Tamaki Ayukawa, interpretato da Akina Minami:

donna poliziotto addetta al servizio stradale, entrerà presto nelle simpatie di Shinsuke e finirà con l'aiutar il team Shibatora anche andando contro gli ordini ricevuti.
- Toru Shinjo, interpretato da Daisuke Miyagawa:

sottoposto di Sakura e collega di Taketora.
- Kantaro Nanbara, interpretato da Shige Uchida:

vice di Toru.

### Altri personaggi
- Koji Imada - Kinoshita Mitsuo (ep1,5,11)
- Sotaro - Uzaki Tei (ep1-2,5,7-8,11)
- Taro Omiya - Hosho Mitsuhiko (ep1,10): padre violento e tossicodipendente di Mizuki.
- Takayuki Tsubaki - Iketani Noboru (椿隆之) (ep1)
- Ren Yagami - Urazawa (ep1)
- Sosuke Nishiyama - Mizumoto (ep1)
- Kazuma Yamane - Takagi (ep1)
- Haru - Rumi (ep1)
- Naoki Kawano - Kusunoki Yuji (ep1-4,7-9,11): accusato di aver rubato in un negozio - quando in realtà la colpa era del fratello - è stato per talmotivo espulso dall'istituto che frequentava
- Shunsuke Daitō - Kato Gakuto (ep1-4,9,11): nella classe di liceo di Taketora
- Ryōsuke Miura - Kanazawa Takeshi (ep1-4,8-9,11): uno degli studenti della stessa classe a cui è stato assegnato Taketora.
- Haruka Suenaga - Machida Rika (ep1-4,7-8,11): coinvolta in un caso di droga, viene aiutata a Taketora.
- Ryohei Suzuki - Mura Hiromi (ep2-4,9,11)
- Masahiro Kuranuki - Mori Bunmei (ep1-4,8-9,11)
- Taku Suzuki - Class 2-B Adviser (ep1,2,4)
- Tsutomu Takahashi - Detective Kumada (ep2)
- Ryo Karato - Mizoguchi (ep3): ex insegnante di ginnastica del liceo.
- Shinsuke Aoki - Iwaki (ep5-6)
- Ayame Koike - Yagi Yuria / Mary (ep5)
- Ryo Hashizume - Ochiai Takeo (ep5-11): sembra esser immischiato fino al collo in tutti i casi in cui si viene a trovare Taketora.
- Masaomi Hiraga - Kumagawa (ep5-6)
- Ryu Tengenji - Kusami Goro (ep5)
- Mitsunari Sakamoto - detective di polizia (ep5)
- Keita Ito - detective di polizia (ep5)
- Yoshiko Kawano - giornalista (ep5)
- Yoichiro Kono - padre di Yuria (ep5)
- Chigusa Takaku - madre di Yuria (ep5)
- Kana Harada - Chiba Yuri (ep5-6)
- Nanako Shida - Ikushima Toko (ep5-6)
- Ayami Kakiuchi - Mizuhara Saki (ep6)
- Natsumi Ohira - Ikuno Yayoi (ep7)
- Tomohisa Yuge - Shishido (ep7)
- Ryu Kohata - Kanai Masahiro (ep7-8)
- Tetsuya Ideguchi - Wakamiya (ep7-8)
- Renn Kiriyama - Igarashi (ep7-8)
- Misayo Haruki - Machida Rumiko (ep7-8)
- Hiroshi Okouchi - Kosugi (ep9)
- Nobuo Kyō - Ino Takayoshi (ep9-10): detenuto al centro minorile e compagno di cella di Taketora, riuscirà ad evadere assieme a lui.
- Takao Sugiura - Wakabayashi (ep9-10)
- Shingo Nakagawa - Fudo (ep9-10)
- Sora Toma - Masuda (ep9-10)
- Waka Inoue - Tokiwa Ryoko (ep9-11): alto ufficiale donna del reparto di polizia di Sakura.
- Ryohei Abe - a bully (ep11)
- Tatsuya Isaka - Tanihara (SP)

## Episodi
| Nº       | Giapponese 「Kanji」 - Rōmaji                                        | In onda           | In onda |
| Nº       | Giapponese 「Kanji」 - Rōmaji                                        | Giapponese        |         |
| 1        | 「童顔刑事 (秘)潜入捜査せよ」 - Dōgan keiji (hi) sen'nyū sōsa seyo   | 8 luglio 2008     |         |
| 2        | 「約束…君のために僕は飛ぶ」 - Yakusoku... kiminotameni boku wa tobu  | 15 luglio 2008    |         |
| 3        | 「裏切り 僕は絶対許さない!」 - Uragiri boku wa zettai yurusanai!     | 22 luglio 2008    |         |
| 4        | 「完結編 君が鬼神なんだね」 - Kanketsu-hen-kun ga kishin'na nda ne   | 29 luglio 2008    |         |
| 5        | 「萌え〜メイド喫茶に(秘)潜入」 - Moe 〜 meido kissa ni (hi) sen'nyū  | 5 agosto 2008     |         |
| 6        | 「復讐…涙あふれる最終対決」 - Fukushū… namidaafureru saishū taiketsu | 12 agosto 2008    |         |
| 7        | 「悪魔の誘惑…必ず君を救う」 - Akuma no yūwaku… kanarazu kimi o sukū  | 19 agosto 2008    |         |
| 8        | 「勇気…予測不能の脱出!」 - Yūki… yosoku funō no dasshutsu!           | 26 agosto 2008    |         |
| 9        | 「刑務所潜入…驚愕の計画!」 - Keimusho sen'nyū... kyōgaku no keikaku! | 2 settembre 2008  |         |
| 10       | 「脱獄!チーム最大の危機!」 - Datsugoku! Chīmu saidai no kiki!        | 9 settembre 2008  |         |
| Speciale | 「希望僕たちの未来へ…」 - Kibō bokutachi no mirai e...               | 16 settembre 2008 |         |

## Sigla
Atarashii Hibi dei Every Little Thing